# تاکیون

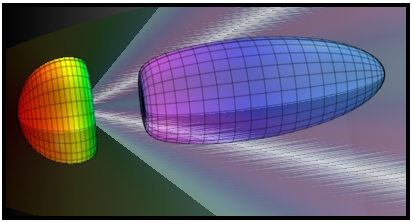
نمایی از شبیه‌سازی مشاهدهٔ یک تاکیون. از آنجایی‌که دومی سریع‌تر از نور حرکت می‌کند، نزدیک‌شدن آن دیده نمی‌شود. پس از عبور از نزدیک یک ناظر، دومی توانست دو تصویر از تاکیون را ببیند که در جهت مخالف حرکت می‌کنند. خط سیاه نشان‌دهندهٔ موج ضربه‌ای است که توسط تابش چرنکوف ایجاد می‌گردد.

تاکیون (برگرفته از واژهٔ یونانی ταχς به معنی «سریع») به هر ذرهٔ فرضی که سرعتی بیشتر از سرعت نور داشته باشد، گفته می‌شود. نخستین توصیف نظری تاکیون توسط آرنولد زومرفلد مطرح شده؛ هرچند این مفهوم در دیگر زمینه‌ها مثل نظریهٔ ریسمان نیز مطرح می‌شود.
در مورد برقرار بودن علیت در محدودهٔ تاکیون‌ها بحث‌های زیادی شده است؛ ابهام در این موضوع به‌خاطر عوض شدن ترتیب زمانی رویدادها با عبور از حد سرعت نور است. سرعت بالاتر از نور می‌تواند به معنی ارسال اطلاعات به گذشته باشد که نقض‌کنندهٔ اصل علیت در فیزیک است؛ برای نمونه دستگاهی را تصور کنید که می‌تواند داده‌های از جنس تاکیون (سرعت فراتر از نور) به آینه‌ای که از آن فاصله دارد گسیل کند؛ این داده‌ها به دلیل سرعت فراتر از نور در گذشته به دستگاه می‌رسند و این یعنی دستگاه پیامی را دریافت کرده که هنوز نفرستاده است اما در واقع بر اساس اصل بازتعبیر فینبرگ چنین اتفاقی رخ نخواهد داد؛ زیرا تاکیونی با انرژی منفی را که در زمان به عقب برمی‌گردد تا علیتش را نقض کند، همیشه می‌توان به صورت یک تاکیون با انرژی مثبت که در زمان به جلو حرکت می‌کند، در نظر گرفت؛ بنابراین، علیت از این دیدگاه نقض نخواهد شد.
انجام عمل «دریافت» یک تاکیون در زمان حال، خود مسبب ایجاد تاکیونی است که در آینده «فرستاده» خواهد شد؛ آن‌چنان‌که گویی تاکیون در زمان حال فرستاده می‌شود تا در آینده دریافت گردد. به عبارت دیگر، می‌توان با تفسیر دوباره «فرستادن» و «دریافت کردن» از این بن‌بست منطقی رهایی یافت.
همچنین در مورد جرم تاکیون، اگرچه در برخی از روابط نظری پیشین برای جرم آن مقداری موهومی در اختصاص داده شده اما در بعضی از معادلات جدید برای آن مقداری حقیقی در نظر گرفته شده است.

## در افسانه‌های علمی
خواص عجیبی که به تاکیون‌ها نسبت داده می‌شود، باعث محبوبیت این ذرات در افسانه‌های علمی شده است.